# Coptologie

Croix copte

La coptologie est la discipline qui s'intéresse spécifiquement à l'histoire de l'Église copte en Égypte et couvre, habituellement, les périodes post-pharaoniques et antiques. Il s'agit d'une branche de l'égyptologie. En tant que telle, il s'agit d'un champ d'étude privilégié dans certaines branches des sciences humaines (archéologie et histoire). Ce champ d'étude 
Cette branche s'intéresse non seulement à la langue morte des coptes mais aussi à la culture copte de l’Égypte dans son ensemble. En particulier :
- la langue
- l'art et les textiles
- l'histoire
- la littérature
- la musique.

## Muséologie
- voir Musée copte du Caire

### Webographie
- Site de la Bibliothèque Copte de Nag Hammadi